# Thomas Sonar

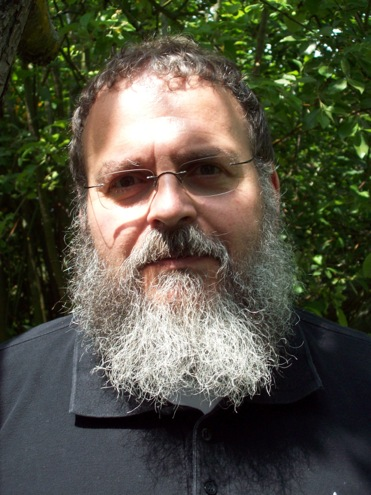
Thomas Sonar 2009

Thomas Helmut Sonar (* 27. Februar 1958 in Sehnde) ist ein deutscher Mathematiker, der sich mit numerischer Mathematik (Numerik partieller Differentialgleichungen, Strömungsmechanik) und Geschichte der Mathematik beschäftigt.

## Leben
Thomas Sonar studierte zunächst Maschinenbau an der Fachhochschule Hannover, dem sich ein Studium der Mathematik an der Leibniz-Universität Hannover ab 1980 anschloss. Nach dem Diplom-Abschluss 1986 ging er zum DLR in Braunschweig, wo er sich mit aerodynamischen Problemen befasste und unter anderem an Strömungssimulationen für das HERMES Raumgleiterprojekt arbeitete. Er  wurde 1991 in Stuttgart bei Wolfgang Wendland promoviert, wobei er seine Dissertation über Nichtlineare Dissipationsmodelle und Entropie-Produktion in finiten Differenzenverfahren teilweise an der Universität Oxford bei Keith William Morton anfertigte. Als Post-Doktorand war er am Institut für Strömungsmechanik der DLR in Göttingen, wo er das TAU-Verfahren (Triangular Adaptive Upwind) erfand. 1995 habilitierte er sich an der TH Darmstadt bei Willi Törnig, Robert Schaback und Peter Rentrop (Multivariate Rekonstruktionsverfahren zur numerischen Berechnung hyperbolischer Erhaltungsgleichungen). 1996 wurde er Professor an der Universität Hamburg als Nachfolger von Rainer Ansorge und 1999 an der Universität Braunschweig, wo er Professor für Technomathematik und Leiter der Abteilung Partielle Differentialgleichungen im Institut für Computational Mathematics ist. Einen Ruf an die TU Kaiserslautern mit Leitungsfunktion im Fraunhofer-Institut für Techno- und Wirtschaftsmathematik im Jahr 2003 lehnte er ab. Im Jahr 2004 gründete er an der TU Braunschweig das Lehrerfortbildungszentrum Mathe-Lok.
Er beschäftigt sich auch mit Geschichte der Mathematik, zum Beispiel Leonhard Euler, Richard Dedekind, Henry Briggs, Carl Friedrich Gauß oder dem Prioritätsstreit zwischen Isaac Newton und Gottfried Wilhelm Leibniz, und hielt darüber Vorlesungen in Hamburg und Braunschweig.
2003 hielt er die Gauß-Vorlesung (Entropie und Dissipation – diskrete Modelle nichtlinearer Transportvorgänge) in Göttingen und 2009 den historischen Einführungsvortrag (Carl Friedrich Gauß als Zahlenrechner) der Gauß-Vorlesung in Aachen.
Sonar war von 2005 bis 2020 Mitglied und auf eigenen Wunsch von 2020  bis 2021 korrespondierendes Mitglied der Braunschweigischen Wissenschaftlichen Gesellschaft  (BWG). Im Juni wurde er wieder zum Mitglied, wechselte aber in die Klasse für Geisteswissenschaften. Er ist korrespondierendes Mitglied der Akademie der Wissenschaften in Hamburg und Ehrenmitglied der Mathematischen Gesellschaft in Hamburg.

## Schriften (Auswahl)
- mit Klaus Hannemann: Die Berechnung reagierender Hyperschallströmungen. In: Spektrum der Wissenschaft. Juli 1996, ISSN 0170-2971.[8]
- Mehrdimensionale ENO[9]-Verfahren. In: Teubner: Advances in Numerical Mathematics. Springer Verlag, Berlin 1997, ISBN 3-519-02724-0.
- Einführung in die Analysis. Unter besonderer Berücksichtigung ihrer historischen Entwicklung für Studierende des Lehramts. Vieweg, Braunschweig 1999, ISBN 3-528-03133-6.
- mit Rainer Ansorge, Kai Rothe, Hans Joachim Oberle: Mathematik für Ingenieure. Band 3. Aufgaben und Lösungen. Wiley/VCH, Berlin 2000, ISBN 3-527-40308-6.
- Angewandte Mathematik, Modellbildung und Informatik. Vieweg, Braunschweig 2001, ISBN 3-528-03179-4.
- Turbulenzen um die Fluidmechanik. In: Spektrum der Wissenschaft, April 2009, ISSN 0170-2971.[10]
- mit Gerd Biegel, Karin Reich (Hrsg.): Historische Aspekte im Mathematikunterricht an Schule und Universität. Termessos Verlag, Göttingen/Stuttgart 2008, ISBN 978-3-938016-08-4.
- mit Rainer Ansorge: Mathematical models of fluid dynamics: Modeling, theory, basic numerical facts. An introduction. Wiley/VCH, Berlin 2009, ISBN 978-3-527-62796-7.
- 3000 Jahre Analysis. Springer Verlag, Berlin 2011, ISBN 978-3-642-17203-8.
- als Herausgeber: Jüdisches Leben und akademisches Milieu in Braunschweig. Nellie und Kurt Otto Friedrichs wissenschaftliche Leistungen und illegale Liebe in bewegter Zeit. Internationaler Verlag der Wissenschaften, Peter Lang, Frankfurt am Main 2012, ISBN 978-3-631-61614-7.
- Die Geschichte des Prioritätsstreits zwischen Leibniz und Newton. Springer Verlag, Berlin 2016, ISBN 978-3-662-48861-4.